# Ach Gott, wie manches Herzeleid, BWV 58
Ach Gott, wie manches Herzeleid, BWV 58 (Oh Déu meu, quanta aflicció), és una cantata religiosa de Johann Sebastian Bach per al diumenge després de Cap d'any, estrenada a Leipzig, el 5 de gener de 1727.

## Origen i context
D'autor desconegut, en el número inicial, coral i ària, empra la primera estrofa de l'himne de Martin Moller (1587), que dona títol a la cantata, i en l'últim la segona estrofa de O Jesus Christ, meins Lebens Licht de Martin Behm (1610). El text està relacionat amb les lectures del dia, que parlen dels sofriments de Jesús a la creu de la Primera carta de Pere (4, 12-19) i de la fugida a Egipte (Mateu 2, 13-23). En els diàlegs entre el soprano i el baix, únics solistes vocals, es contraposen els sofriments terrenals amb les alegries del cel. Té el mateix títol que la BWV 3, i tal com es conserva actualment, és una revisió de l'any 1733 o 1734, en què ha refet l'ària del número 3, i s'han afegit els oboès al primer i cinquè números. Per a aquest diumenge es conserven, a més, la BWV 153 i la cinquena de l'Oratori de Nadal (BWV 248).

## Anàlisi
Obra escrita per a soprano, baix i cor (només en el coral final); dos oboès, oboe da caccia, corda i baix continu. Consta de cinc números, amb una disposició simètrica.
1. Coral i ària (soprano i baix): Ach Gott, wie manches Herzeleid (Oh Déu meu, quanta aflicció)
2. Recitatiu (baix): Verfolgt dich gleich die arge Welt (Encara que el món et sigui hostil)
3. Ària (soprano): Ich bin vergnügt in meinem Leiden (Estic animós de passar sofrences)
4. Recitatiu (soprano): Kann es die Welt nicht lassen (Si és que el món no pot deixar)
5. Coral i ària (soprano i baix):  Ich hab für mir ein schwere Reis (Em cal fer encara un pesat viatge)

El número inicial és una elaboració del coral, en què el soprano s'introdueix, frase a frase, en el teixit instrumental, que té un aire d'obertura francesa; l'ària del baix canta un text madrigalesc. Després d'un recitatiu secco del baix, el soprano canta l'ària central, acompanyat pel violí solista i el continu; segueix el recitatiu, número 4, també de soprano, expressa amb molta intensitat el desig de l'arribada del final alliberador. El número final està construït com el primer, amb el baix que comenta la mateixa melodia a càrrec del soprano, reforçada per l'oboè da caccia. Té una durada aproximada d'un quart hora.

## Discografia seleccionada
- J.S. Bach: Das Kantatenwerk. Sacred Cantatas Vol. 3. Nikolaus Harnoncourt, Tölzer Knabenchor (Gerard Schmidt-Gaden, director del cor), Concentus Musicus Wien, Peter Jelosits i Seppi Kronwitter (solistes del cor), Ruud van der Meer. (Teldec), 1994.
- J.S. Bach: The complete live recordings from the Bach Cantata Pilgrimage. CD 3: Gethsmanekirche, Berlin; 2 de gener de 2000. John Eliot Gardiner, Monteverdi Choir, English Baroque Soloists, Ruth Holton, Peter Harvey. (Soli Deo Gloria), 2013.
- J.S. Bach: Complete Cantatas Vol. 17. Ton Koopman, Amsterdam Baroque Orchestra & Choir, Bogna Bartosz, Klaus Mertens. (Challenge Classics), 2005.
- J.S. Bach: Cantatas Vol. 38. Masaaki Suzuki, Bach Collegium Japan, Carolyn Sampson, Peter Kooij. (BIS), 20098
- J.S. Bach: Church Cantatas Vol. 19. Helmuth Rilling, Gächinger Kantorei, Bach-Collegium Stuttgart, Arleen Augér, Adalbert Kraus. (Hänssler), 1999.
- J.S. Bach: Cantatas 82, 49 & 58. Sigiswald Kuijken, La Petite Bande, Nancy Argenta, Klaus Mertens. (Accent), 2009.
- Alfredo Bernardini, Kirchheimer BachConsort, Hana Blažíková, Dominik Wörner J. S. Bach Dialogkantaten BWV 32, 57, 58. cpo, 2016.